# Arctia strandi
Arctia strandi là một loài bướm đêm thuộc phân họ Arctiinae, họ Erebidae.